# Stenocercus santander
Stenocercus santander este o specie de șopârle din genul Stenocercus, familia Tropiduridae, descrisă de Torres-carvajal în anul 2007. Conform Catalogue of Life specia Stenocercus santander nu are subspecii cunoscute.